# Gaetano Palazzotto
Gaetano Palazzotto (Palermo, 1814 – Palermo, 1859) è stato un bibliografo italiano attivo a Palermo.

## Biografia
Figlio di un Gaetano, maestro fabbricatore, fratello dell'architetto Emmanuele Palazzotto (1798-1872), e nipote di Salvatore Palazzotto è documentato come sacerdote della Diocesi di Palermo, dove opera e studia plausibilmente anche con la guida dello zio mons. Baldassare Palazzotto.
All'attività sacerdotale accompagna lo studio dei primi testi a stampa, le cosiddette cinquecentine, specializzandosi in bibliografia, in quanto, per dirla con le sue parole: "Una delle principali invenzioni che onorano tanto lo spirito umano, e i secoli moderni, può dirsi, senza tema di fallo, la stampa. E di certo niuna fra tutte le moderne è stata più di essa feconda di utilità, tanto nell'accelerare le umane cognizioni, quanto nello spingere l'universale incivilimento" 
Quella a cui si dedica è una vera e propria attività professionale, favorito, come lui stesso scrive, da una naturale e giovane inclinazione che lo porta a prendere in esame le edizioni Aldine, di Aldo Manuzio, "uomo immortale, e il più cospicuo fra quanti altri ne contino gli annali della tipografia" .
In particolar modo i suoi studi si soffermarono sulle prime edizioni conservate presso la Biblioteca Comunale di Palermo, di cui iniziò a redigere un catalogo ragionato, insistendo affinché la Deputazione acquistasse ulteriori volumi per incrementarne la collezione .
Anche alle sue pressioni si dovrebbe l'importante acquisto da parte della Biblioteca Comunale di Palermo nel 1840 della collezione bibliografica a stampa raccolta da Antonino Astuto, barone di Fargione, da questo passata al figlio Andrea, e da lui arricchita, che, prematuramente morto quest'ultimo a Noto, fu venduta dagli eredi .
L'acquisto dei quasi 500 volumi fu deliberato dalla Deputazione composta dal Principe di Trabia, Pretore della città, quale presidente, dai deputati mons. Giuseppe Crispi, Agostino Gallo (Palermo) e dal segretario, nonché Bibliotecario Capo, Baldassare Palazzotto, proprio suo zio .
Lo studio e la catalogazione di questo imponente materiale lo portarono ad individuare un'edizione Aldina, fino ad allora inedita nei scritti di bibliografia, su cui redasse il testo Discorso bibliografico del sac. Gaetano Palazzotto intorno un esemplare in pergamena degli scrittorj De Re Rustica impresso nel 1514 da Aldo il Vecchio, in "Giornale di Scienze, Lettere ed Arti per la Sicilia, vol. 75, anno 19, luglio-settembre, presso la Stamperia Oretea, Palermo 1841, pp. 298-310, magnificandone la rarità e preziosità, effettivamente confermata nel 1875 da uno dei più illustri direttori della Biblioteca ed eruditi locali dell'epoca, l'Abate Gioacchino Di Marzo .
Tali attività furono condotte parallelamente al suo impiego presso la Biblioteca Senatoria di Palermo (poi Biblioteca Comunale) ove entrò intorno al 1830, raggiungendo il ruolo di Secondo aggiunto (aiuto del vicedirettore) nel 1858, poco prima della morte.
La prematura morte evidentemente non gli consentì di proseguire nel proficui lavoro cui si dedicava, tra cui la partecipazione alla catalogazione della biblioteca del Seminario Arcivescovile di Palermo e nel 1836 la catalogazione della biblioteca della Regia Università degli Studi, che avrebbe potuto condurlo verso altri importanti approdi.